# Строгановы
Стро́гановы (Строгоновы) — род русских промышленников и помещиков, из которого происходили крупные землевладельцы и государственные деятели XVI—XX веков. С XVIII века — бароны и графы Российской империи. Род пресёкся в 1923 году (баронесса Элен де Людингаузен (Елена Андреевна) (1942—2025), проживавшая в Париже, являлась по женской линии наиболее близким потомком последних графов Строгановых). Строгановы были крупнейшими землевладельцами на Урале с XVI века и вплоть до 1917 года. В 1817 году пермские владения Строгановых были преобразованы в майорат, площадь которого оставалась до 1917 года неизменной — около 1,5 млн десятин земли. Майорат Строгановых, который включал имение «Марьино» в Новгородском уезде, сразу перешёл в род Голицыных.
Их именем названы направление в русской иконописи конца XVI — начала XVII веков (строгановская школа иконописи), школа церковного лицевого шитья XVII века (строгановское лицевое шитьё) и направление московского барокко.

## Происхождение
В XVIII веке историки считали, по рассказу голландского ученого Николая Витсена, который в свою очередь взял его у голландского купца и географа Исаака Масса, что родоначальником Строгановых якобы был татарин, принявший в христианстве имя Спиридон. Этот Спиридон женился на родственнице московского князя Дмитрия Донского, но в дальнейшем попал в плен к татарам и за свое нежелание вернуться в прежнюю веру подвергся мученической кончине — хан приказал «привязать его к столбу, тело на нём изстрогать, а потом, всего на части изрубя, разбросать», что и «делом было тотчас исполнено». После гибели Спиридона, произошедшей в 1395 году, родился у него сын, названный Кузьмой (Козьмой), который получил в память об обстоятельствах смерти отца фамилию Строганов (Строгонов). Эту версию отверг уже Н. М. Карамзин, который, не отрицая происхождение Строгановых из Золотой Орды, посчитал басней факт строгания. И впоследствии она была опровергнута полностью.
В середине XIX — начале XX вв. историки придерживались версии, что род Строгановых происходит из богатых граждан Великого Новогорода. Эту гипотезу выдвинул Н. Г. Устрялов, который работал в строгановском архиве для составления по заказу графини С. В. Строгановой родословия Строгановых.
Ошибочность новгородской версии убедительно доказал историк А. А. Введенский. Он показал, что Строгановы ведут род от поморов с Русского Севера. Этой версии придерживаются в советской историографии.
Управляющий пермским имением Строгановых Ф. А. Волегов уточнил, что Строгановы происходят от Спиридона, внук которого Лука Кузьмич дал средства на выкуп из татарского плена московского князя Василия Темного. Около 1488 года Фёдор Лукич Строганов (в иночестве Феодосий; ум. 17 марта 1497), правнук Спиридона, обосновался в Соли-Вычегодской. От него остались четыре сына — Степан, Осип, Владимир и Аника. Первые трое сыновей Федора умерли бездетными и ничем особенным не прославились, а младший Аника стал основателем богатства рода Строгановых.

### Деятельность

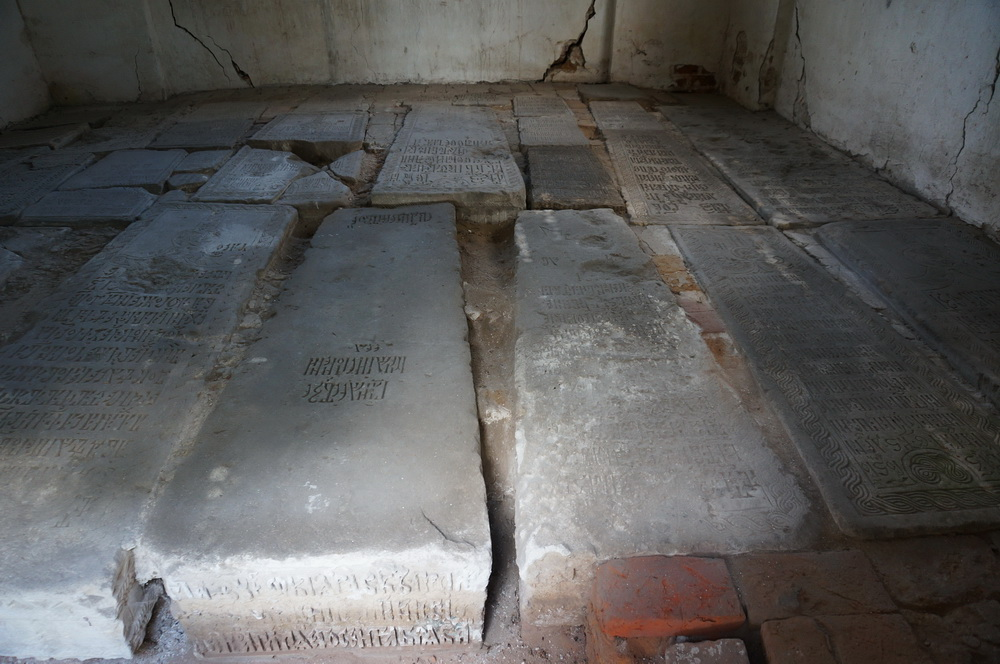
Надгробные плиты допетровского времени в сольвычегодской усыпальнице Строгановых

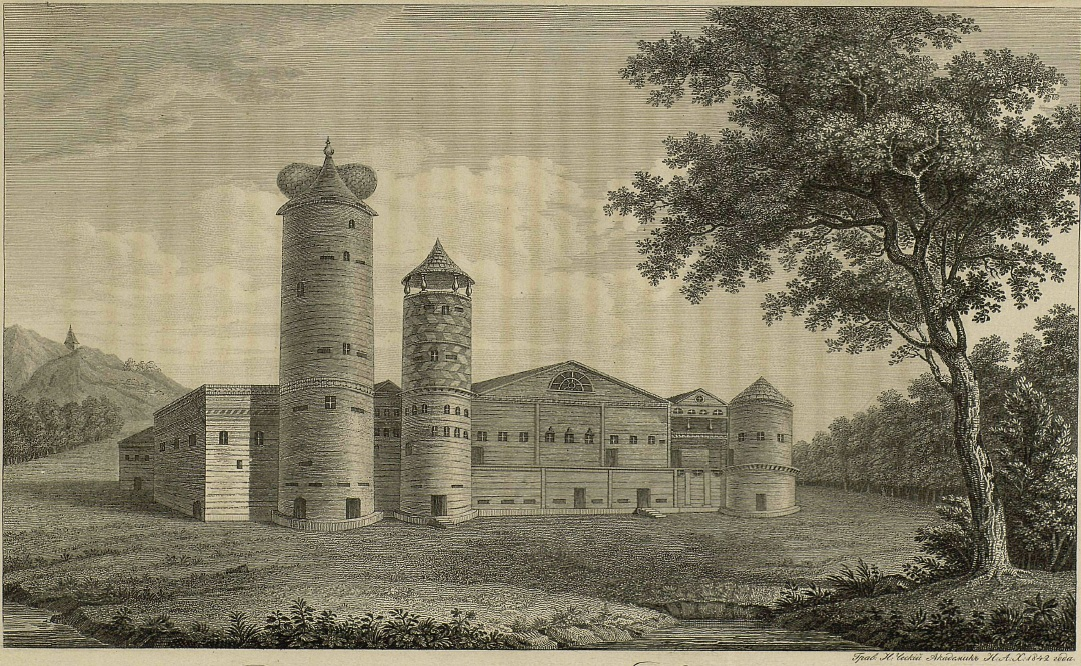
«Хоромы Строгановых» в Сольвычегодске

В Соли-Вычегодской его сын Аникей (Аника, Аникий, Иоанникий) Строганов завёл солеваренный промысел. В большинстве источников указывается, что это произошло в 1515 году (что маловероятно, — тогда ему было лишь 18 лет); А. А. Введенский указывает (Торговый дом XVI—XVII вв. — Л., 1926. — С. 26, 88), что 18 февраля 1526 года он «купил у Я. Ф. Бизимова треть варницы без цырена и треть варничного места за две гривны»; 15 июля 1540 — «у В. и Д. Вароницких варницу с цыреном и местом за семнадцать рублей»; а грамоту царя Ивана IV «на пустое место под варницу с податными льготами на шесть лет» — в 1550 году.
9 апреля 1517 года сыновья Федора Лукича Строганова, — Осип, Степан и Владимир получили от князя Василия Ивановича жалованную грамоту на «Соль Качаловскую».
У Аники было трое сыновей: Яков (его ветвь по мужской линии угасла после смерти его правнука Даниила), Григорий (его единственный сын Никита умер холостым) и Семен, от которого произошли остальные Строгановы.
4 апреля 1558 года царь Иван Васильевич Грозный пожаловал его второму сыну Григорию огромные владения на земли Уральского Прикамья — по реке Каме (3,5 млн десятин «пустынных земель» на Северо-Западном Урале по обе стороны Камы от устья Лысьвы до реки Чусовой).
16 августа 1566 года земли Строгановых были взяты в опричнину, то есть в специальный удел Ивана Грозного — в 1565-1572 гг. — с особой территорией, войском и государственным аппаратом, доходы с которого поступали в гос.казну.
25 марта 1568 года жалованную грамоту на земли по реке Чусовой получил старший сын Аникея, Яков: под 1568 годом в Казани упоминался двор Оникия Строганова.
Строгановы, развивая в своих владениях земледелие, солеваренные, рыбные, охотничьи и рудные промыслы, строили города, крепости, с помощью своих военных дружин подавляли восстания местных народностей и присоединяли к России новые территории в Предуралье, на Урале и в Сибири.
Строгановы обратились к царю с просьбой выделить им земли по реке Тоболу «от устьев и до вершин», чтобы продвинуть влияние в Сибирь. В 1574 году была выпущена царская грамота, удовлетворяющая эту просьбу.
В 1572 году татарский хан Кучум начал нападать на пермские вотчины Строгановых. К восставшим присоединились другие народности. Были сожжены несколько деревень, ограблены и убиты «торговые люди». Царская грамота от 6 августа 1572 года содержала план усмирения восставших черемисов, причем его должны были осуществить сами Строгановы. Строгановы усмирили бунт и уведомили царя, что восставшими руководил хан Кучум, а также о том, что хан ввел запрет на дань Москве со стороны ногайцев, вотяков, остяков и черемис. Постоянные набеги со стороны местного населения мешали развитию Пермского края, и царь в 1574 году разрешил Строгановым иметь собственное войско. В 1578 году войска Ивана Грозного совершили поход против волжских казаков, ограбивших государеву казну, направленную на строительство Астраханского кремля.  Строгановы, узнав об этом, решили привлечь поволжских казаков для охраны своих поселений. На Волгу были посланы вербовщики. Грамота, отправленная от Строгановых Ермаку Тимофеевичу по кличке Тукмак (волк) в апреле 1579 года гласит: «Имеем крепости и земли, но мало дружины: идите к нам оборонять Великую Пермь и восточный край христианства». В июне того же года Ермак с дружиной казаков прибыл к Строгановым.

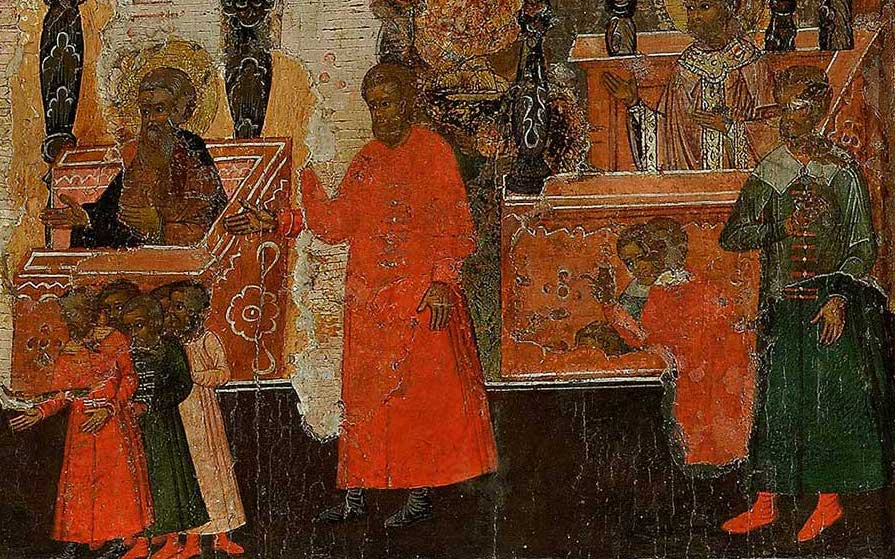
Изображение семьи Строгановых на иконе "Иже херувимы". Справа с рукой на груди изображён Никита Григорьеви Строганов, вкладчик иконы. Посередине стоит Семён Аникеевич перед Симеоном Столпником

Строгановы оплатили военные походы Ермака против сибирских татар и других народностей. Только первые два из них обошлись в крупную по тем временам сумму — 20 тысяч рублей. Сибирский поход Ермака 1581 года также был оплачен Строгановыми. Снаряжение дружины обошлось более чем в 10 тысяч рублей. После взятия столицы Сибирского ханства Искер (Сибер) Иван Грозный был извещен о сибирской победе. В ответ были получены дары и благодарность.
Семён Аникеевич Строганов и внуки Аникея — Максим Яковлевич Строганов и Никита Григорьевич Строганов призвали в 1581 году Ермака с отрядом для похода в Сибирь. Н. М. Карамзин назвал Семёна Аникеевича Строганова «русским Пизарро».
После убийства Семёна Аникеевича во главе рода стала его вторая жена, Евдокия Нестеровна Строганова (урождённая боярская дочь Лачинова, в иночестве Евфросиния; 1 апреля 1561—19 (29) ноября 1638) — все знаменитые потомки Строгановых происходили от этой четы, остальные ветви, за исключением «окрестьянившихся», пресеклись ещё в XVII веке. Брак с Лачиновой был выгоден, так как она приходилась сестрой соликамскому воеводе.
Смутное время укрепило позиции Строгановых, а их владения не были разорены в ходе боевых действий. В 1605 году Строгановы и их подданные безропотно присягнули Лжедмитрию I. В 1609 году по просьбе Василия Шуйского Строгановы отправили в Москву дружину для защиты от Лжедмитрия II. Максиму Строганову была отправлена грамота от князя Скопина-Шуйского с просьбой выделить деньги на оплату войск. Строгановы незамедлительно выделили 1000 рублей. Спустя некоторое время было выделено еще 1500 рублей. Грамотой царя Василия Шуйского Никита Григорьевич Строганов 23 февраля (5 марта) 1610 года, а Андрей и Петр Семёновичи Строгановы 29 мая (8 июня) 1610 года за усердную службу царю и Отечеству во время государственной смуты и за денежные ссуды (около 842 тысяч рублей), были пожалованы особым почётным званием именитых людей. Строгановы сидели на торжественных обедах в XVII веке рядом с боярами у патриархов Московских. Об исключительно высоком положении Строгановых в Русском царстве свидетельствует и тот факт, что Соборным уложением царя Алексея Михайловича (гл. X,ст. 94) честь «имянитых людей Строгановых» охранялась персонально, за их бесчестье устанавливался отдельный штраф (100 руб.), что было значительно выше, чем штрафы за бесчестье «гостей», то есть крупных купцов (50 руб.), более мелких купцов «гостиной сотни» (20, 15 и 10 руб. соответственно в зависимости от принадлежности к «большой», «средней» или «меньшой» статье), посадских людей (7, 6 и 5 руб.) и других категорий лично-свободного неслужилого населения.
В XVII веке Строгановы в широких масштабах развили солеваренную промышленность в районе Соли-Камской; соляные промыслы были главным источником их доходов. При этом Строгановы много помогали деньгами русским царям — на Смоленскую войну и на русско-польскую войну 1654—1667 годов.

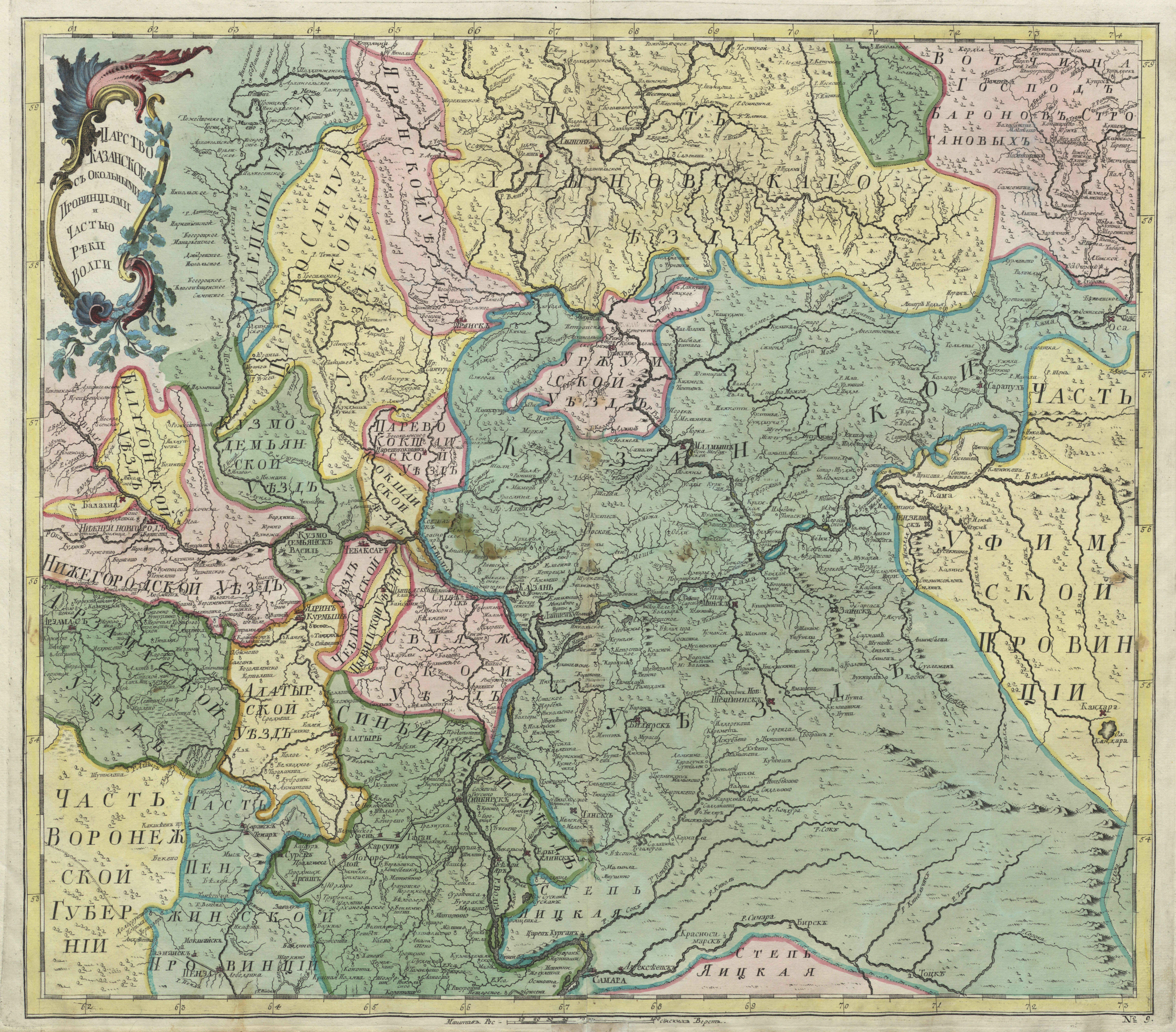
«Вотчина господ баронов Строгановых», 1745
(в северо-восточном углу карты — нынешний Пермский край)

Владения, раздробленные между наследниками детей Аникея Строганова, объединил в 80-х годах XVII века Григорий Дмитриевич Строганов. Григорию Дмитриевичу Строганову были даны восемь царских грамот, из них шесть передавали ему земли и недвижимость в Прикамье: по грамоте 1685 года — земли по р. Весляне, по грамоте 1688 года — по р. Яйве, по грамоте 1694 года — по р. Лолог, по грамоте 1697 года — Ленвенские соляные промыслы, по грамоте 1701 года — Зырянские соляные промыслы и по грамоте 1702 года — земли по р. Обве, Косьве и Иньве. Общая площадь пермского имения Г. Д. Строганова к моменту его смерти в 1715 году составила 6 млн. 639 тыс. десятин земли.
В XVII веке Строгановы были не единственными солепромышленниками Прикамья. Например, в 1661—1662 годах балахнинские солепромышленники Соколовы взяли на откуп на реке Ленве земли для заведения соляного промысла. Однако в 1688 году эти промыслы перешли Шустовым по поданной в 1685 году челобитной, в которой утверждалось, что на Ленве реально промысел не велся. На эти промыслы заявил претензию Григорий Строганов, послав в 1696 году челобитную, в которой утверждал, что земли по реке Ленве принадлежат ему. Строганов добился успеха — в результате проведенного межевания Ленвенские промыслы отошли ему, а 15 «лучших» посадских людей, которые сопротивлялись межеванию, были отправлены с семьями в ссылку в Азов. В 1697 году Григорий Строганов получил в аренду (а через три года в вечное владение) казённые Зыряновские усолья. Григорий Строганов, вполне вероятно, был более влиятелен, чем местный соликамский воевода, о чём свидетельствует такой случай: в 1698 году воевода князь Ф. И. Дашков посадил в приказную избу местного солепромышленника А. В. Ростовщикова, но тот подал жалобу и при поддержке Строганова воевода был снят с должности.

### Дворянство
В ходе Северной войны (1700—1721) Строгановы предоставили значительные средства царю Петру I, основали ряд железоделательных и других заводов на Урале.
В 1722 году Александр, Николай и Сергей Григорьевичи Строгановы были пожалованы баронскими титулами, после чего звание именитых людей с них было снято.
Александр Сергеевич Строганов участвовал в работе комиссии по составлению проекта нового уложения при Екатерине II, а в конце XVIII — начале XIX веков был президентом Академии художеств, главным директором Публичной библиотеки, членом Государственного совета. В 1761 году возведён императором Священной Римской империи в графское достоинство.
Павел Александрович Строганов являлся членом Негласного комитета Александра I, товарищем (то есть заместителем) министра внутренних дел. Его супруга графиня Софья Владимировна Строганова, основательница имения Марьино близ Тосно, известна своими трудами на ниве лесоводства и основанием Школы сельскохозяйственных и лесных наук.
Другая графская ветвь происходит от Г. А. Строганова. Григорий Александрович Строганов — известный дипломат своего времени.
Его сын Сергей Григорьевич Строганов в 1859—1860 — московский генерал-губернатор;
Александр Григорьевич Строганов — министр внутренних дел в 1839—1841, с 1849 член Государственного совета.
Многие из Строгановых известны своим интересом к искусству, литературе, истории, археологии.
Среди сыновей Сергея Григорьевича двое — Павел Сергеевич Строганов и Григорий Сергеевич Строганов — были известны своими собраниями.
У Строгановых имелись богатейшие библиотеки, коллекции картин, монет, эстампов, медалей и т. д.
Сергей Александрович Строганов, последний представитель династии, был морским офицером, спонсировал разработки в области оружия. Умер в Ницце в 1923 году.

## Земельные владения Строгановых

Карта Строгановской вотчины к середине XIX в.

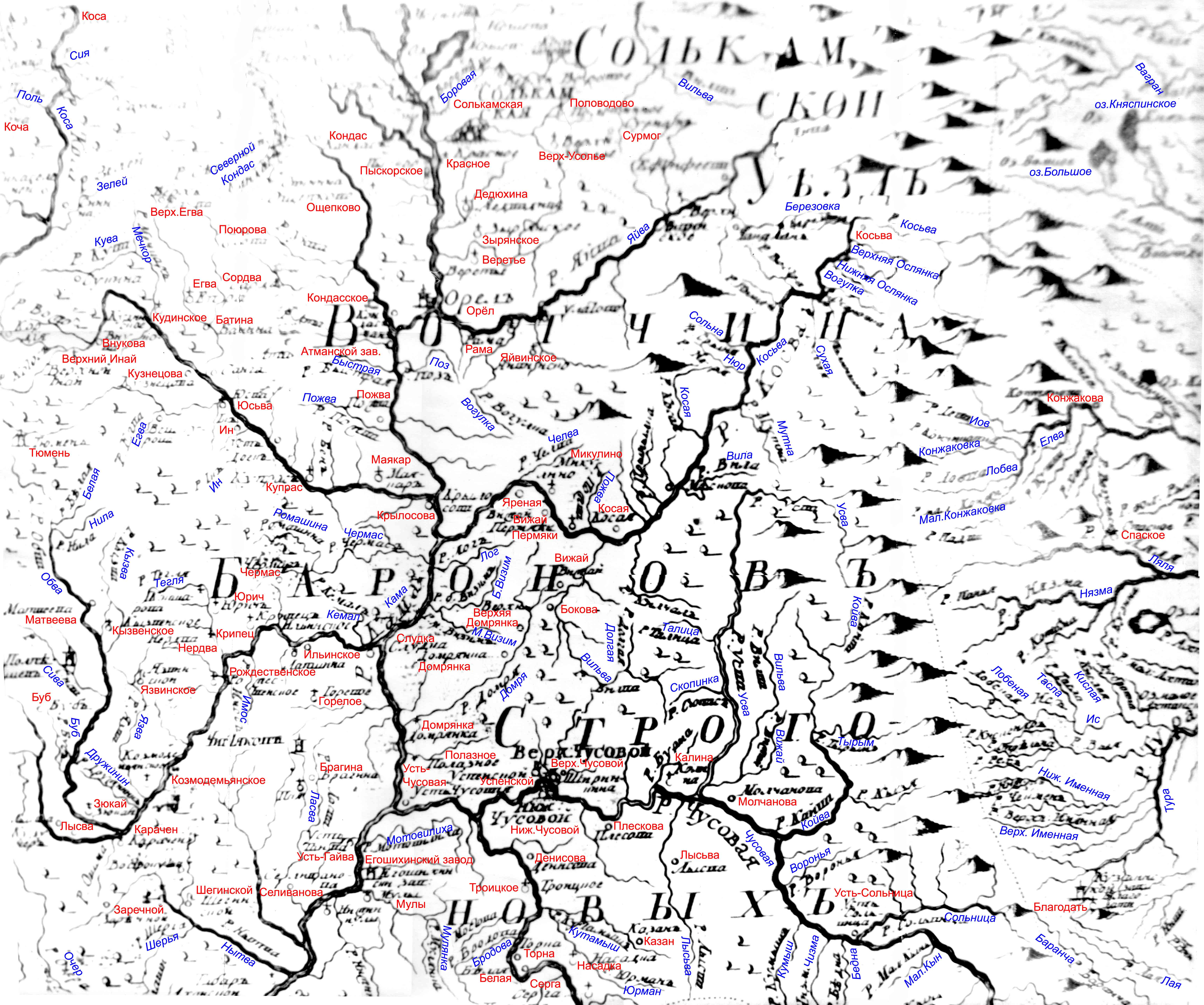
Старинная карта «Вотчина Баронов Строгановых» с расшифровкой.

По подсчетам Ф. А. Волегова Строгановы получали от русских царей следующие земли:
- 3 415 841 десятин в Перми Великой по грамотам 4 апреля 1558 года;
- 4 129 218 десятин по реке Чусовой по грамоте 25 марта 1568 года;
- 1 225 039 десятин за Уралом по грамоте 30 мая 1574 года;
- 586 382 десятин по реке Каме по грамоте 7 апреля 1597 года;
- 163 280 десятин по реке Каме по грамоте 15 сентября 1615 года;
- 604 212 десятин по реке Веслянке по грамоте 1685 года;
- 254 741 десятин по реке Лологе по грамоте 29 сентября 1694 года;
- 3 635 десятины Зыряновских промыслов по грамоте от 11 июля 1701 года.

Всего 10 382 348 десятин. Из этого числа в казну по разным обстоятельствам отошло 3 743 282 десятин земли.
От Петра Великого Григорий Дмитриевич Строганов получал новые земли 6 раз: по грамотам 1685, 1688, 1694, 1697, 1701 и 1702 годов. В итоге, к 1715 году Г. Д. Строганов владел уже 6 639 066 десятин земли. После смерти Г. Д. Строганова в 1715 году его владения долгое время оставались неразделенными.
В 1740 году три сына Г. Д. Строганова разделили поровну его собственность в Москве, а 20 мая 1747 года была поделена по жребию на три почти равные части Пермская вотчина:
- Александр Григорьевич получил 2 млн 213 тыс. десятин земли, 19 235 ревизских душ и Юго-Камский медеплавильный завод;
- Николай Григорьевич получил 2 млн 213 тыс. десятин земли, 19 342 ревизские души крепостных и Таманский медеплавильный завод;
- Сергей Григорьевич получил 2 млн 213 тыс. десятин земли, 19 364 ревизские души и Билимбаевский чугунолитейный завод.

В 1749 году были разделены между тремя братьями Новоусольские, Ленвенские, Зырянские и Чусовские соляные промыслы, а земли верхнего Прикамья и 1133 ревизские души остались неподеленной семейной собственностью. А. С. Строганов неудачно пытался освоить Южный Урал и построил там в 1755—1757 годах Троице-Саткинский завод, но предприятие было убыточным и пришлось его продать в 1769 году купцу Лугинину.
В результате продажи и браков второй половины XVIII века значительная часть строгановских владений перешла в руки Всеволожских, Голицыных, Лазаревых и Шаховских. Кроме того, строгановские владения сократились во второй половине XVIII века в результате изъятия казной части земли под строительство заводов. А. С. Строганов сначала подавал иски о возврате отобранных владений, но в 1790 году отказался от своих претензий. В прошении 1790 года А. С. Строганов согласился «исключить те места, на которых ныне находятся казѐнные железные и медные заводы, так же селения государственных крестьян, потому, что подражая ревностной любви к Отечеству своих предков, по собственной и доброй воле оставляю те места за заводами и Государственными селениями». Сын Александра, Павел перед смертью в 1817 году просил императора Александра I превратить пермское строгановское имение в майорат. По императорскому указу от 11 августа 1817 года строгановское имение должно было переходить «во всей целости от одного лица во владение к другому» и его запрещалось «все вообще или по частям закладывать или продавать как в частные руки, так и в казну, или обременять оное какими бы то ни было долгами по сделкам или другим каким либо обязательством, полагая все таковые сделки ничтожными в отношении к сему нераздельному имению, где бы и кем они совершены не были». Статус майората пермское имение сохранило до 1917 года.
Несмотря на попытку властей законодательно ограничить распад пермского имения Строгановых, он продолжался вплоть до 1917 года. Если в 1833 году Пермский майорат составлял 1 551 625 десятин земли, то в 1859 году только 1 456 476 десятин земли. При этом количество крепостных в имении за 1833—1858 годы увеличилось с 57 778 душ мужского пола до 78 064 душ мужского пола. Распад ускорился в результате отмены крепостных порядков на уральских заводах, так как освобожденных мастеровых требовалось наделить землёй. В ходе выкупной операции в строгановских имениях, проходившей с 1872 года по 1886 год было передано бывшим крепостным крестьянам, промысловыми и сельским работникам 700 982 десятин земли.
Тот факт, что площадь майората к концу 1880-х годов осталась почти такой же, как в 1858 году, связан с тем, что Пермское имение в 1872 и 1877 годах увеличилось за счет присоединения земель других ветвей Строгановых. В 1872 году в состав Пермского майората императорским указом были включены владения графа Сергея Григорьевича Строганова — 593 964 десятины земли с Кыновским заводом. В 1877 году Александр Григорьевич Строганов продал Пермскому майорату за 1 млн рублей свои 150009 десятин земли с Ленвенскими соляными промыслами. В итоге, в 1886 году пермский майорат С. А. Строганова составлял 1 499 466,79 десятин земли. С. А. Строганов его увеличил, купив в 1890 году у Демидовых Уткинский завод с 89 951 десятин земли (впрочем 24 081 десятин из покупки граф был вынужден отдать в надел населению этого горнозаводского центра). В начале XX века строгановский майорат сокращался за счет продолжающегося размежевания с работниками и споров с соседями. Только в 1907—1917 годах 97 825 десятин земли в результате тяжб перешли к мастеровым, бывшим дворовым и промысловым работникам строгановского имения (без учета Уткинского завода). В конечно счете, к 1917 году в составе Пермского майората числились 1 464 576,81 десятин земли.
В начале XX века 94,2 % территории Пермского майората занимали леса. В результате в начале XX века заводы майората закрывались, а Строганов переориентировался на торговлю лесом, сплавляя его по Каме и Волге в Царицын. Только за 1915 год было сплавлено в Царицын 128 тыс. бревен на сумму в 915 тыс. руб. Второе место в хозяйстве Пермского имения занимало производство чугуна и железа. За 1908—1917 годы Билимбаевский завод выплавил 5 867 227 пудов чугуна, Уткинский завод — 6 576 154 пудов, а Добрянский завод выработал из этого чугуна 9 498 383 пудов железа. В связи с Первой мировой войной в 1915 году между Строгановым и казной было заключено соглашение о начале выпуска на Добрянском заводе артиллерийских снарядов, для чего на предприятие было в 1916 году привезено заказанное в США оборудование. В начале XX века в Пермском майорате сохранялось солеварение — в 1908—1917 годах в год производили в среднем 3394981 пудов соли. К 1917 году в Усолье действовали 5 соляных скважин и 7 белых варниц, а в Ленве 5 скважин и 8 белых варниц. Кроме того, большой доход приносило мукомольное дело. В 1917 году в Пермском имении действовали 56 мельниц и 160 мельничных станков. Наконец, в период Первой мировой войны были открыты большие запасы торфа.
После Октябрьской революции 1917 года собственность Строгановых была национализирована. Так, 5 января 1918 года Уральский областной совет принимает решение о национализации Билимбаевского завода. 6 февраля 1918 года Пермский губисполком издаёт распоряжение относительно строгановского имения в посёлке Ильинском (где находилась головная контора пермских владений Строгановых), в соответствии с которым «в ведение и распоряжение земельных комитетов переходят все земли сельскохозяйственного пользования, лесные, водные и промысловые угодья, являющиеся общенародным достоянием. В введение и распоряжение комитетов поступает также живой и мёртвый сельскохозяйственный и промышленный инвентарь, усадебные и иные постройки, а также и запасы сельскохозяйственных продуктов, принадлежащих данному конфискованному имению». 10 февраля 1918 года ВСНХ РСФСР принимает постановление № 779 «О национализации и организации управления предприятиями Урала», согласно которому национализации подлежат «пермские имения гр. Строгановых (Добрянка, Билимбай, Утка, Ильинское, Очерский Кын и др.)». Весной того же года проводятся мероприятия по национализации Добрянского, Уткинского и солеваренных заводов. 31 июля 1918 года провозглашается национальной собственностью Строгановский дворец.

## Описание гербов

### Герб рода барона Строгонова (Строганова), имеющего титул графа Российской империи

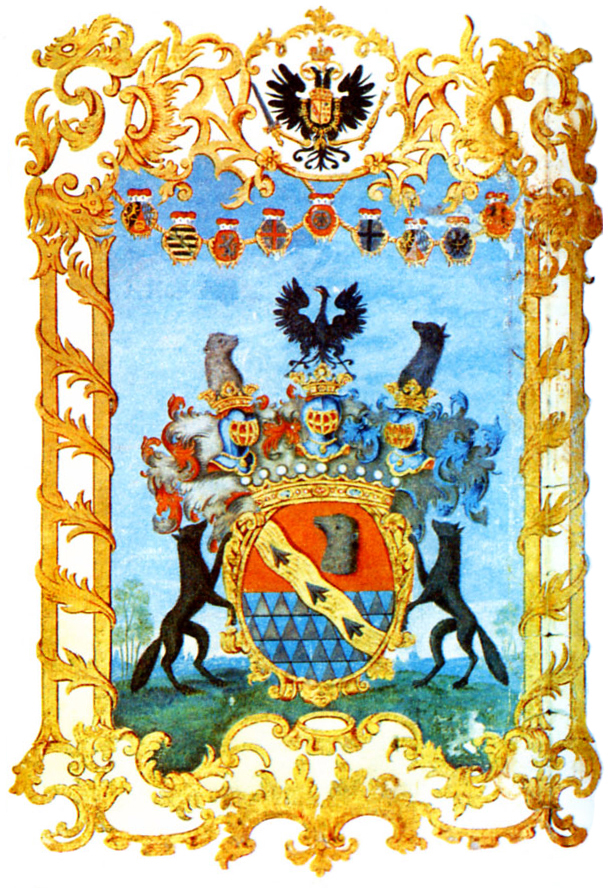
Диплом графа Строганова

Щит горизонтально разделённый на две части, из которых в верхней в красном поле изображена серебряная медвежья голова с продолговатой шеей обращённая в правую сторону. В нижней части белый мех, и в этом же щите с правого угла к левому видна золотая волнистая перевязь, имеющая три железа копейных. На щит наложена графам свойственная корона и на оной три увенчанные шлема, украшенные клейнодами; из них на среднем изображён чёрный орёл с распростёртыми крыльями; на крайних: с правой стороны серебряная голова медвежья, а с левой стороны соболиная голова чёрного цвета. Намёт на щите красный и золотой, подложен серебром и лазоревым цветом. Щит держат два соболя. Эти соболи, равно как и медвежья голова, означают, что предки баронов Строгановых способствовали в приобретении Сибири и оказали важную помощь в сохранении городов Пермского края.
Герб внесен в Общий гербовник дворянских родов Всероссийской империи, часть 1, 1-е отделение, стр. 33.

### Герб рода Баронов Строгоновых (Строгановых)

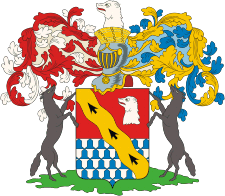
Герб рода Баронов Строгоновых (Строгановых)

Щит горизонтально разделённый на две части, из которых в верхней в красном поле изображена серебряная медвежья голова с продолговатой шеей обращённая в правую сторону. В нижней части белый мех, и в этом же щите с правого угла к левому видна золотая волнистая перевязь, имеющая три железа копейных. На щит наложена баронам свойственная корона и на оной серебряная голова медвежья. Намёт на щите красный и золотой, подложен серебром и лазоревым цветом. Щит держат два соболя. Эти соболи, равно как и медвежья голова, означают, что предки баронов Строгановых способствовали в приобретении Сибири и оказали важную помощь в сохранении городов Пермского края.
Герб внесён в Общий гербовник дворянских родов Всероссийской империи, часть 1, 1-е отделение, стр. 34.

### Герб рода Графа Строгонова (Строганова)

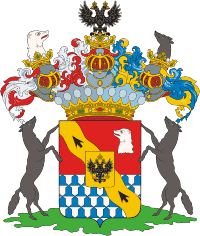
Герб рода Графа Строгонова (Строганова)

Щит горизонтально разделённый на две части, из которых в верхней в красном поле изображена серебряная медвежья голова с продолговатой шеей обращённая в правую сторону. В нижней части белый мех, и в этом же щите с правого угла к левому видна золотая волнистая перевязь, имеющая два железа копейных. В центр щита наложен малый золотой щиток с чёрным двуглавым орлом, на груди которого вензель Павла I. На щит наложена графам свойственная корона и на оной три увенчанные шлема, украшенные клейнодами; из них на среднем изображен чёрный орёл с распростёртыми крыльями; на крайних: с правой стороны серебряная голова медвежья, а с левой стороны соболиная голова чёрного цвета.
Герб внесён в Общий гербовник дворянских родов Всероссийской империи, часть 2, 1-е отделение, стр. 16.

### Герб графа Строганова (Строгонова)

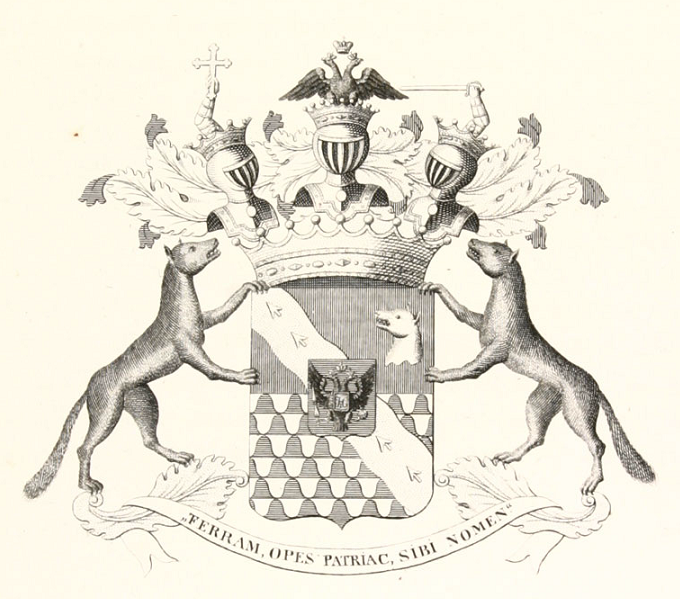
Герб графа Строганова (Строгонова)

Щит горизонтально разделённый, имеет две части, из которых в верхней в красном поле изображена серебряная медвежья голова, обращённая в правую сторону. В нижней части белый мех, в том же щите с правого верхнего угла к нижнему левому виден золотой волнистый пояс, имеющий четыре железка копейных и в середине его находится малый голубой щит, в коем изображён коронованный орёл, держащий в лапах скипетр и державу, имеющий на груди в малом голубом же щитке вензель ЕГО ВЕЛИЧЕСТВА ГОСУДАРЯ ИМПЕРАТОРА НИКОЛАЯ I. На щит наложена графская корона, на поверхности которой три шлема увенчанные: средний графской, а крайние дворянскими коронами, из коих на средней виден чёрный двуглавый коронованный орёл, а на крайних по одной в серебряных латах руке, держащих с правой стороны золотой крест, а с левой шпагу. Намёт на щите серебряный и золотой, подложенный голубым и красным. Щит держат два соболя. Под щитом девиз:
«Ferram opes patriae, sibi nomen» («Отечеству принесу богатство, себе (оставлю) имя») Герб графа Строганова (Строгонова) внесён в Часть 10 Общего гербовника дворянских родов Всероссийской империи, стр. 12.

## Дворцы и поместья
- Барон Сергей Григорьевич Строганов построил Строгановский дворец на Невском проспекте.
- Граф Александр Сергеевич Строганов (1733—1811) построил Строгановскую дачу в Санкт-Петербурге и имение Братцево под Москвой.
- Граф Павел Александрович Строганов (1774—1817) и его жена графиня Софья Владимировна, урожденная княжна Голицына, построили имение Марьино, и ныне находящееся в Тосненском районе Ленинградской области..
- Граф Александр Сергеевич Строганов (1818—1864) построил поместье Волышово, которое сейчас находится в Порховском районе Псковской области.

## Память о Строгановых
В Москве 30 сентября 2010 г. был воздвигнут поклонный крест и установлена мемориальная плита с начертанными на ней именами баронов и «именитых людей» Строгановых, упокоенных под сводами храма Святителя Николая в Котельниках.
В честь одного из гурманов Строгановых получило название мясное блюдо — бефстроганов.
В конце 2017 — начале 2018 года в Пермской картинной галерее прошла большая выставка с участием Эрмитажа, ГМИИ имени А. С. Пушкина, Государственного Русского музея и других музеев «Строгановы — коллекционеры». В 2019 году в Государственном Эрмитаже прошла выставка произведений искусства из собрания графа Павла Сергеевича Строганова «Забытый русский меценат».

## Некоторые известные представители дворянского рода Строгановых
- Строганов, Александр Григорьевич (1795—1891) — управляющий Министерством внутренних дел, генерал-адъютант (1834), генерал от артиллерии (1856).
- Строганов, Александр Григорьевич (1698—1754) — камергер, действительный статский советник (1730), генерал-поручик из рода Строгановых.
- Строганов, Александр Григорьевич — Георгиевский кавалер (№ 5347, 6 декабря 1836), генерал-майор
- Строганов, Александр Николаевич (1740—1789) — барон, действительный тайный советник, генерал-поручик.
- Строганов, Александр Павлович (1794—1814) — сын генерал-лейтенанта Строганова П. А. трагически погибшего в сражении при Краоне.
- Строганов, Александр Сергеевич (1733—1811) — российский государственный деятель; член Государственного совета, сенатор.
- Строганов, Александр Сергеевич (1771—1815) — гофмаршал при дворе великого князя Александра Павловича.
- Строганов, Александр Сергеевич (1818—1864) — граф, действительный статский советник, коллекционер, один из основателей Санкт-Петербургского археологического общества.
- Строганов, Алексей Григорьевич (1798—1879) — граф, тайный советник (см. ЦГИА Санкт-Петербурга. — Ф. 19. — Оп. 123. — Д. 35. — Л. 17 об., 18.).
- Строганов, Андрей Семёнович (1581—1649) — крупный купец, промышленник и землевладелец.
- Строганов, Аникей Фёдорович (1488—1570) — крупнейший русский предприниматель, основатель династии Строгановых.
- Строганов, Григорий Александрович (1770—1857) — барон, дипломат.
- Строганов, Григорий Александрович (1824—1878) — граф, коллекционер и меценат; морганатический супруг Марии Николаевны, дочери Николая I.
- Строганов, Григорий Аникеевич (ок. 1533—1577) — крупный русский промышленник и купец.
- Строганов, Григорий Дмитриевич (1656—1715) — крупный русский промышленник, землевладелец, финансист и политический деятель.
- Строганов, Григорий Николаевич (1730—1777) — барон, тайный советник, обер-камергер.
- Строганов, Григорий Сергеевич (1829—1910) — граф, коллекционер и почетный член Академии художеств.
- Строганов, Даниил Иванович (1622—1668) — богатый русский купец и промышленник.
- Строганов, Дмитрий Андреевич (ок. 1612—1670) — богатый купец и промышленник.
- Строганов, Иван Максимович (1592—1644) — купец и промышленник.
- Строганов, Максим Максимович (1603—1627) — русский купец и промышленник.
- Строганов, Максим Яковлевич (1557—1624) — крупный русский промышленник и землевладелец.
- Строганов, Никита Григорьевич (1560—1616) — купец, промышленник и землевладелец.
- Строганов, Николай Григорьевич (1700—1758) — барон, тайный советник, действительный камергер.
- Строганов, Павел Александрович (1774—1817) — граф, российский военный и государственный деятель; генерал-лейтенант, генерал-адъютант.
- Строганов, Павел Сергеевич (1823—1911) — граф, обер-шенк русского императорского двора, коллекционер и меценат.
- Строганов, Пётр Семёнович (1583—1639) — крупный купец, промышленник и землевладелец.
- Строганов, Семён Аникеевич (ок. 1540—1586) — крупный русский промышленник и купец.
- Строганов, Сергей Александрович (1852—1923) — граф, последний представитель династии Строгановых.
- Строганов, Сергей Григорьевич (1707—1756) — барон, действительный камергер, генерал-лейтенант.
- Строганов, Сергей Григорьевич (1794—1882) — граф, государственный деятель, археолог, меценат, коллекционер, московский градоначальник.
- Строганов, Сергей Николаевич (1738—1771) — барон, ротмистр лейб-гвардии Конного полка и бригадир.
- Строганов, Фёдор Петрович (1627—1671) — богатый купец и промышленник.
- Строганов, Яков Аникеевич (1528—1577) — промышленник и купец.